# Jake Weber (attore)
Jake Weber (Londra, 19 marzo 1964) è un attore e doppiatore britannico naturalizzato statunitense.

## Biografia
Jake Weber è nato a Londra da Tommy e Susan Weber, e ha un fratello, Charley. Susan, a cui fu diagnosticata depressione e schizofrenia indotta da LSD, morì di overdose nel 1972, quando Jake aveva otto anni e viveva a Villa Nellcôte con i Rolling Stones. Tommy, che spacciava varie droghe e utilizzava i figli come corrieri nel narcotraffico internazionale, ha lottato con la tossicodipendenza fino alla sua morte nel 2006.
Jake Weber appare infatti nel documentario sul rock & roll del 2010, Stones in Exile, filmato nel 1971, nel quale, ha affermato, che il suo ruolo principale era quello di rollare le canne di marijuana per i Rolling Stones e altri musicisti. Weber ha riferito, secondo testimonianze, che suo padre-spacciatore lo portò nella villa francese in affitto di Keith Richards, Nellcôte, sul lungomare di Villefranche-sur-Mer, vicino a Nizza, dove gli Stones stavano registrando Exile on Main St.. Gran parte di Stones in Exile viene da più di 20 ore di riprese dal documentario riguardo agli Stones poco conosciuto di Robert Frank Cocksucker Blues, che non è mai stato ufficialmente pubblicato. Al Festival di Cannes, il 19 maggio del 2010, il leader dei Rolling Stones Mick Jagger ha parlato alla folla come parte della Directors' Fortnight al lancio di Stones in Exile, circa i mesi di sessioni di registrazione alimentati di droga che produssero il classico dei Rolling Stones Exile on Main St.. Jagger scherzò riguardo al filmato originale poco conosciuto nel quale si vede Jake Weber che rolla marijuana a otto anni, dicendo: "Non fa male essere un trafficante di droga", ma aggiunse: "Non è una vocazione raccomandabile per un bambino di otto anni."
Jake Weber ha frequentato la Summerhill School, Leiston, Suffolk. Successivamente si è trasferito negli Stati Uniti per studiare al Middlebury College in Vermont, dove canta a cappella con i Dissipated Eight e si specializza in letteratura inglese e scienze politiche, laureandosi cum laude. Ha frequentato anche la Juilliard, dove si è diplomato nel 1991. Weber ha studiato anche al celebre Moscow Art Theatre in Russia.
I ruoli di Weber al cinema sono spesso piccole parti in film di serie A, incominciando dal ragazzo senza nome di Kyra Sedgwick in Nato il quattro luglio del 1989, diretto da Oliver Stone, e continuando con i lavori per i registi Sidney Lumet, Una estranea fra noi (1992); Alan J. Pakula, Il rapporto Pelican (1993); Martin Brest, Vi presento Joe Black (1998). 
Weber ha interpretato uno dei suoi ruoli maggiori come Dr. Matt Crower, un gentile medico che si prende cura di un giovane ragazzo e lo protegge da uno sceriffo posseduto in un corto di Shaun Cassidy, ma ben accolto, della serie drammatica soprannaturale American Gothic del 1995 della CBS. Il programma non è durato a lungo e neppure la sitcom di Mike Binder Quello che gli uomini non dicono (The Mind of the Married Man, 2001), nel quale Weber era uno dei protagonisti, l'impiegato in una rivista di Chicago Jake Berman. Weber ha poi interpretato alcuni ruoli a Broadway e off-Broadway e nel 1990 ha partecipato alla serie televisive Law & Order: Criminal Intent (2001-2011) della NBC e nel 1996 NYPD - New York Police Department (NYPD Blue, 1993-2005) della ABC.
Dopo il ruolo principale in L'alba dei morti viventi (Dawn of the Dead), remake del 2004 del film horror del 1978 Zombi, Weber ha ottenuto il ruolo di Joe Dubois nella serie televisiva Medium, andata in onda dal 2005 al 2011, il marito della protagonista, interpretata da Patricia Arquette, tormentata da visioni psichiche e che usa la sua abilità per aiutare a risolvere i crimini.
Tra il 2020 e il 2021 appare nella terza stagione di Star Trek: Discovery, sesta serie del franchise di fantascienza Star Trek, nella parte di Zareh, un fuorilegge umano al servizio della Orioniana Osyraa, apparendo nei tre episodi Lontano da casa, C'è una marea... e Quella speranza sei tu (seconda parte).

## Vita privata
Dal 1995 al 2002, è stato sposato con Diana Oreiro. Nel 2006, ha avuto un figlio, Waylon, dalla sua compagna, Elizabeth Carey, a cui è stato legato fino al 2011..

## Filmografia parziale

### Cinema
- Nato il quattro luglio (Born on the Fourth of July), regia di Oliver Stone (1989)
- Bed & Breakfast - Servizio in camera (Bed & Breakfast), regia di Robert Ellis Miller (1992)
- Una estranea fra noi (A Stranger Among Us), regia di Sidney Lumet (1992)
- Il rapporto Pelican (The Pelican Brief), regia di Alan J. Pakula (1993)
- Skin Art, regia di William Blake Herron (1993)
- Cultivating Charlie, regia di Alex Georges (1994)
- Amistad, regia di Steven Spielberg (1997)
- Padrona del suo destino (Dangerous Beauty), regia di Marshall Herskovitz (1998)
- Inganni del cuore (Into My Heart), regia di Sean K Smith e Anthony Stark (1998)
- Vi presento Joe Black (Meet Joe Black), regia di Martin Brest (1998)
- Falso tracciato (Pushing Tin), regia di Mike Newell (1999)
- In Too Deep, regia di Michael Rymer (1999)
- Cherry, regia di Jon Glascoe e Joseph Pierson (1999)
- U-571, regia di Jonathan Mostow (2000)
- The Cell - La cellula (The Cell), regia di Tarsem Singh (2000)
- Wendigo, regia di Larry Fessenden (2001)
- Leo, regia di Mehdi Norowzian (2002)
- La regola delle 100 miglia (100 Mile Rule), regia di Brent Huff (2002)
- L'alba dei morti viventi (Dawn of the Dead), regia di Zack Snyder (2004)
- Haven, regia di Frank E. Flowers (2004)
- Love Thy Neighbor, regia di Nick Gregory (2005)
- The Warrior Class, regia di Alan Hruska (2007)
- L'esorcismo di Molly Hartley (The Haunting of Molly Hartley), regia di Mickey Liddell (2008)
- Chained, regia di Jennifer Lynch (2012)
- Sotto assedio - White House Down (White House Down), regia di Roland Emmerich (2013)
- Redemption Trail, regia di Britta Sjogren (2013)
- Hungry Hearts, regia di Saverio Costanzo (2014)
- Guida per la felicità (Learning to Drive), regia di Isabel Coixet (2014)
- Wetlands, regia di Emanuele Della Valle (2017)
- Thank You for Your Service, regia di Jason Hall (2017)
- Un viaggio indimenticabile (Head Full of Honey), regia di Til Schweiger (2018)
- Berlin, I Love You, regia collettiva (2019)
- Midway, regia di Roland Emmerich (2019)
- The Beach House, regia di Jeffrey A. Brown (2020)
- Clover, regia di Jon Abrahams (2020)
- Quelli che mi vogliono morto (Those Who Wish Me Dead), regia di Taylor Sheridan (2021)
- What Josiah Saw, regia di Vincent Grashaw (2021)
- Every Last One of Them, regia di Christian Sesma (2021)
- Peter Five Eight, regia di Michael Zaiko Hall (2024)

### Televisione
- Law & Order - I due volti della giustizia (Law & Order) – serie TV, 1 episodio (1990)
- American Gothic – serie TV, 15 episodi (1995-1996)
- Law & Order: Criminal Intent – serie TV, 1 episodio (2001)
- Quello che gli uomini non dicono (The Mind of the Married Man) – serie TV, 20 episodi (2001-2002)
- Medium – serie TV, 130 episodi (2005-2011)
- Dr. House - Medical Division (House, M.D.) – serie TV, episodio 8x13 (2012)
- Royal Pains – serie TV, episodio 3x14 (2012)
- Elementary – serie TV, episodio 1x11 (2013)
- The Following – serie TV, 3 episodi (2014)
- Hell on Wheels – serie TV, 15 episodi (2014-2016)
- Tyrant – serie TV, 8 episodi (2015)
- Secrets and Lies – serie TV, 3 episodi (2015-2016)
- The Blacklist – serie TV, 1 episodio (2016)
- Homeland - Caccia alla spia (Homeland) – serie TV, 11 episodi (2017-2018)
- Tredici – serie TV (2018-2019)
- Star Trek: Discovery – serie TV, episodi 3x02-3x12-3x13 (2020-2021)
- Law & Order - Unità vittime speciali (Law & Order: Special Victims Unit) – serie TV, episodio 23x14 (2022)
- NCIS: Hawai'i – serie TV, episodio 2x14 (2022)

## Doppiatori italiani
Nelle versioni in italiano delle opere in cui ha recitato, Jake Weber è stato doppiato da:
- Marco Mete in Il rapporto Pelican, American Gothic, Vi presento Joe Black, Homeland - Caccia alla spia
- Mauro Gravina in Medium, Secrets and Lies, Tyrant, Dr. House - Medical Division
- Roberto Pedicini in U-571, The Following
- Massimo De Ambrosis in L'alba dei morti viventi, Quelli che mi vogliono morto
- Andrea Zalone in Law & Order: Criminal Intent
- Alessio Cigliano in Sotto assedio - White House Down
- Massimo Lodolo in Quello che gli uomini non dicono
- Massimiliano Virgilii in Un'estranea fra noi
- Francesco Prando in The Cell - La cellula
- Pasquale Anselmo in Falso tracciato
- Angelo Maggi in Hungry Hearts
- Stefano Mondini in Chained
- Pierluigi Astore in Haven
- Lorenzo Scattorin in Wendigo
- Federico Danti in Tredici
- Giorgio Locuratolo in Midway
- Dario Oppido in Law & Order - Unità vittime speciali
- Enrico Di Troia in Royal Pains
- Ambrogio Colombo in NCIS: Hawai'i
- Vladimiro Conti in Blue Bloods
- Massimo Rossi in Departure